# Литургия Нестория
Литургия Нестория — одна из трёх литургий восточно-сирийского обряда, используемого Ассирийской церковью Востока и Халдейской католической церковью. 

## Время исполнения
1. на Богоявление (6 января)[1],
2. пятница Иоанна Крестителя — 1-я пятница после Богоявления[1][2],
3. праздник Трёх греческих святителей (Диодора Тарсийского, Феодора Мопсуестийского и Нестория)  — 5-я пятница после Богоявления[1][2],
4. Ниневитский пост (установлен в честь покаяния ниневитян после проповеди пророка Ионы, о котором рассказывается в Иона. 3, 4) — среда шестой недели после Богоявления[1][2],
5. в Великий четверг[1].

## Вопрос о происхождении литургии
Предание связывает эту литургию с именем константинопольского архиепископа Нестория, анафематствованного Третьим вселенским собором (не признанным в Ассирийской церкви), но считающегося в Церкви Востока одним из трёх греческих учителей. Вопрос об авторстве Нестория является дискуссионным до сих пор.
Доводы, приводимые в защиту авторства Нестория, можно свести к нескольким положениям.
- Анафора содержит многочисленные заимствования (прямые цитаты или парафразы) из константинопольских литургий — Иоанна Златоуста и Василия Великого (см. ниже — в разделе «Анафора»). Так как с 410 года каноническое общение между Ассирийской церковью и Церквами, существовавшими на территории Римской империи, было прервано, заимствование константинопольского чина персидскими христианами представляется сомнительным. Тем более сомнительным представляется такое заимствование в последующие столетия, когда Православной церковью были анафематствованы авторитетные для Церкви Востока Несторий и Феодор Мопсуестийский. Следовательно, появление в богослужении Ассирийской церкви константинопольского чина литургии связано с авторитетом её составителя[3].
- В анафоре есть несколько мест, сомнительных с точки зрения православного вероучения, но согласных с еретическими взглядами, приписываемыми Несторию. Такими местами являются:
  - «Бог Слово…принял образ раба, совершенного человека из души разумной…и тела смертного человеческого, и совокупил его с Собой, и соединил с Собой во славе, могуществе и чести, Того страстного по природе своей, Который образовался силой Святого Духа для спасения всех, и создался от Жены…» (отрывок из анамнесиса). Здесь ясно говорится о соединении Бога Слова и человека, рождённого от Марии, только во славе, могуществе и чести, но не в едином лице и единой ипостаси (как определяет Халкидонский собор)
  - «Веруем и исповедуем…вечного Единородного Сына Божества, Который существует из Тебя совокупно с Тобой по единосущию, дивное домостроительство Его, которое совершено через наше человечество» (отрывок из анамнесиса). Здесь опять-таки отрицается личное и ипостасное соединение Божественной и человеческой природ во Христе[3].
- Леонтий Византийский, перечисляя заблуждения современных ему еретиков, выдвинул в адрес Феодора Мопсуестийского следующее обвинение: «Он дерзает и на другое зло…, составляет другое возношение, кроме переданного Церквам от Отцов, не уважив апостольского и вменив ни во что оставленного Василием Великим. В этом возношении он наполнил священнодействие хулами, а не молитвами». Между тем, сохранившаяся литургия Феодора, кроме одной незначительной двусмысленности, в целом православна, в связи с чем ряд исследователей предполагают, что Леонтий ошибочно перенёс на Феодора Мопсуестийского возмущение, вызванное еретическими положениями литургии Нестория[3].
- В отличие от своих предшественников Диодора Тарсского и Феодора Мопсуетсийского, ересь которых не выходила за пределы их сочинений, Несторий активно проповедовал свои воззрения. В качестве важнейшей меры пропаганды своей ереси Несторий, находясь на константинопольской кафедре, мог написать на основе уже существовавших чинов Василия Великого и Иоанна Златоуста свою собственную литургию[3].
- Исследователи видят в существующем арамейском тексте литургии следы того, что первоначальным её языком был греческий[3].

Вместе с тем, большинство современных исследователей отвергают авторство Нестория, приводя следующие аргументы.
- Не существует свидетельств о том, что Несторий, находясь на константинопольской кафедре, ввёл новый чин литургии. Ни Кирилл Александрийский, ни отцы Эфесского собора не упоминают об этом.
- Авторитетный несторианский богослов Абдишо свидетельствует, что в VI веке католикос Мар Аба I перевёл с греческого две анафоры и назвал их именами уважаемых им Феодора Мопсуестийского и Нестория.
- Интерцессия в анафоре Нестория находится перед эпиклезой, а не после неё, как принято в византийских литургиях[2].

## Особенность анафоры
Евхаристические каноны литургий Нестория и Феодора Мопсуестийского имеют схожую структуру: Sursum corda — префация — санктус и пост-санктус — анамнесис — интерцессия — эпиклеза. Их отличительной особенностью, не встречающейся ни в одной из известных в настоящее время литургических последований, является размещение интерцессии между анамнесисом и эпиклезой. По этому признаку они отличаются и от исторически первой восточно-сирийской литургии Фаддея и Мария, в которой имеются две интерцессии (иежду санктусом и анамнесисом, после эпиклезы).
По сравнению с литургиями апостолов и Феодора Мопсуестийского анафора Нестория имеет более пространные префацию, анамнесис и эпиклезу. Анамнесис Нестория (как и Феодора) содержит обычное для этой молитвы воспоминание о Тайной вечере и установительные слова Христа, отсутствующие в литургии Фаддея и Мария. Эпиклеза Нестория, помимо призывания Святого Духа, включает в себя прошение о преложении хлеба и вина в Тело и Кровь Христовы, также отсутствующее в литургии Фаддея и Мария.
По сравнению с двумя другими восточно-сирийскими литургиями евхаристический канон Нестория содержит гораздо меньше оригинальных, свойственных только ему, выражений. В префации, анамнесисе и эпиклезе Нестория очевидны прямые заимствования или парафразы из византийских литургий — Иоанна Златоуста и Василия Великого. В частности, эпиклеза Нестория явно указывает на знакомство автора с златоустовской мыслью: «Преложи их Духом Твоим Святым», а префация — апофатические выражения того же автора: «непостижимый, бесконечный, неизреченный, невидимый…»

## Структура литургии

### Приготовление Даров
Для восточно-сирийского обряда характерно употребление для евхаристии квасного хлеба, хотя в Халдейской католической церкви под влиянием римского обычая стал использоваться пресный хлеб. Ассирийское предание утверждает, что апостолы Фаддей и Марий сохранили и привезли с собой частицу Тела Христова с Тайной вечери, и в связи с этим при каждой закваске будущего евхаристического хлеба в муку и елей добавляется частица от хлеба, освящённого на предыдущей литургии. Это добавление понимается церквами восточно-сирийского обряда как отдельное таинство, называющееся «малка» (буквально «закваска»). Таким образом, утверждается, что на каждой литургии в предложенных Дарах буквальным образом присутствует частица хлеба Тайной вечери.

### Литургия Слова
Основная статья: Восточно-сирийский обряд
В настоящее время преданафоральная часть всех трёх восточно-сирийских литургий одинакова и излагается в служебниках в составе литургии Фаддея и Мария. К числу особенностей литургии Слова можно отнести:
- пять чтений из Священного Писания: (Пятикнижие Моисеево, пророки, Деяния святых апостолов, Послания апостолов и Евангелие),
- большое количество переменных антифонов и тайных молитв (воскресные, праздничные и будние дни) достаточно позднего происхождения,
- обязательные процессии духовенства из алтаря на виму (перед чтениями) и из вимы в алтарь (перед анафорой),
- сложный обряд приближения к алтарю с диалогом служащего священника с верными, аналогичной римскому Confiteor, коленопреклоненной и главопреклоненной молитвами[2].

В отличие от византийских литургий в восточно-сирийских литургиях нет сформировавшихся в VI веке проскомидии и Великого входа (так как будущие Дары заранее полагаются на престоле), что свидетельствует о завершившейся к этому времени изоляции Ассирийской церкви от Византии. Но даже в условиях изоляции развитие чина литургии продолжалось: в частности многие антифоны приписываются перу патриарха Ишоява III (649 — 660). В отделившихся от Ассирийской церкви Востока Халдейской и Сиро-малабарской церквах, вошедших в каноническое общение с Римом, литургия слова испытала сильнейшее давление римского обряда: в частности появился чин оффертория и было введено чтение Символа веры (последнее затем вошло и в богослужение Ассирийской церкви).

### Анафора
Как уже указывалось выше, евхаристические каноны Феодора Мопсуестийского и Нестория имеют общую особенность, не имеющую аналогов ни в одной из известных в настоящее время литургий. Этой особенностью является размещение интерцессии между анамнесисом и эпиклезой.
- Sursum corda
  - Священник: «Благодать Господа нашего Иисуса Христа, и любовь Бога Отца, и общение Святого Духа да будет со всеми вами» (2Кор. 13:13) — общее для большинства восточных литургий (за исключением литургий александрийского типа) приветствие.
  - Народ: «Аминь».
  - Священник: «Горе, на высотах горних, в месте страшном и славном, где не перестает движение крыльев херувимов и славословий и песнопений приятных величаний серафимов, там да будут умы ваши» (возглас, имеющийся только в литургиях Феодора и Нестория)
  - Народ: «Они к Тебе, Боже Авраама, Исаака и Израиля, Царю славы» (ответ, общий для всех восточно-сирийских литургий)
  - Священник: «Живое и словесное приношение начатков наших и непорочная и благоприятная жервтва Сына рода нашего, которую пророки указали тайнами своими, и апостолы проповедали явно, и мученики приобрели кровью вый своих, учители в Церкви объяснили, и священники вознесли и заклали на святом жертвеннике, левиты принесли на раменах своих, народы приняли в очищение грехов своих, приносится за всех вообще тварей Богу всех, Владыке» (возглас, имеющийся только в литургиях Феодора и Нестория)
  - Народ: «Достойно и праведно»[6]
- Префация (жирным выделены заимствования из литургии Иоанна Златоуста, курсивом — Василия Великого)
  - Диакон: «Воспомяните дивное домостроительство Христа, Спасителя нашего, совершенное для нас, и (как) Он пришествием Своим понёс немощи наши. Стойте же благопристойно и молитесь. Мир всем нам»
  - Священник:

Тебя, Господи Саваоф, сущий, вечный, Боже Отче всемогущий, постоянно пребывающий одним и тем же, достойно, благоприлично и справедливо нам хвалить, исповедовать, почитать и превозносить всегда и во всякое время. Ибо Ты — Бог истинный, непостижимый, бесконечный, неизреченный, невидимый, несложный, не объемлемый чувством, бессмертный, высокий и превознесенный выше представления и разумения всех тварей, сущий во всяком месте и однако не объемлемый местом, Ты и Сын Твой Единородный и Дух Твой Святой. 
Ты, Господи, даруй нам слово, отверзающее уста наши пред Тобою, чтобы нам принести Тебе с сокрушенным сердцем и в духе смирения духовные плоды уст наших, разумное служение. Ибо Ты Бог наш и Отец Господа, Царя и Спасителя нашего Иисуса Христа, надежды нашей, в Котором сокрыты все сокровища премудрости и ведения, и через Которого мы получили познание Духа Святого, Духа истины, Который от Тебя, Отче, исходит и существует из сокровенной природы Божество Твоего. Он есть Тот, которым все существа разумные, видимые и невидимые, укрепляются, освящаются и совершенствуются, и Тебе, и Единородному Сыну Твоему, и Святому Духу возносят непрестанные хвалы на всякое время, так как все они суть Твое создание. 
Ибо Ты произвел нас из небытия к бытию и устроил. Мы согрешили и пали, но Ты нас, сокрушенных тлением, опять обновил, восстановил и обрел, и не переставал посещать нас с великим попечением, так что сподобил нас восходить на небо и даровал нам будущее Царство Твое по милосердию Твоему. 
И за все Твои благодеяния к нам мы приносим благодарение Тебе, Боже Отче истины, и Сыну Твоему Единородному, и Духу Твоему живому и святому. И поклоняемся Тебе за все благодеяния Твои, которые Ты оказал нам, как те, которые мы знаем, так и те, которые не знаем, явные и тайные. Приносим благодарение Тебе за это Таинство, умоляя Тебя принять его из рук наших. Ибо кто способен изречь чудеса могущества Твоего и возвестить все хвалы Твои? Хотя бы все твари сделались одними устами и одним языком, он не могли бы, Господи, изречь величие Твое.
Ибо пред Троицей Твоей, Господи, предстоят тысячи тысяч и тьмы тем Ангелов, и, все, вместе летая, непрестанно и постоянно громким и непрерывным гласом воспевая хвалу, восклицают, взывая друг к другу, говоря и отвечая:

- Санктус и пост-санктус
- Анамнесис (жирным выделены заимствования из литургии Иоанна Златоуста, курсивом — Василия Великого):
  - Священник:

Благословляем, Господи, Бога Слово Сына сокровенного, Который существует из недра Твоего, Который, будучи подобием Твоим и образом существа Твоего, не почитал хищением быть равным Тебе, но уничижил Себя Самого и принял образ раба, совершенного человека из души разумной, мыслящей и бессмертной, и тела смертного человеческого, и совокупил его с Собой, и соединил с Собой во славе, могуществе и чести, Того страстного по природе своей, Который образовался силой Святого Духа для спасения всех, и создался от Жены, и стал под законом, чтобы искупить бывших под законом и оживотворить умерших в Адаме, и истребил грех в плоти Своей, и разрушил закон заповедей повелениями Своими, открыл очи душ наших, бывших слепыми, и показал нам путь спасения, и просветил нас светом Божественного ведения. 
Ибо тем, которые приняли Его, Он дал власть быть чадами Божиими, очистил нас и искупил нас посредством крещения святой водой и освятил нас благодатью Своею посредством дара Духа Святого. Тех же, которые спогреблись Ему крещением, Он воскресил, и вознес, и поселил с Собой на небе по обетованию Своему. И, возлюбив Своих, сущих в мире, Он до конца возлюбил их и сделался восприемником наказания, следовавшего за грехи роду нашему, за жизнь всех и предал Себя Самого за всех на смерть, которая царствовала над нами и под властью которой мы были преданы рабству, быв продан ей грехами нашими. И драгоценной Кровью Своей искупил и спас нас, и сошел в преисподнюю, и разрушил узы ненасытной смерти. И так как Праведнику не следовало быть удержану в аду смертью, то Он, начальник нашего спасения, воскрес из мертвых в третий день, и сделался начатком умерших, чтобы иметь Ему во всем первенство, и восшел на небо, и сел одесную величия Твоего, Боже. 
И оставил нам в воспоминание нашего спасения это Таинство, которое мы приносим перед Тобою. Ибо, когда наступало время, в которое Он был предан за жизнь мира, после вечери в пасху закона Моисеева, Он взял хлеб…

- - После этого следуют установительные слова Тайной вечери, прошение о достойном причащении и доксология.
  - Диакон: «Воззрите на кротость, смирение и покорность Христа, Спасителя нашего, просвещённым оком ведения и очищенным разумением покорности. Воззрим особенно и представим Единородного Сына Отчего, ведомого на великое страдание крестное. Помолимся о мире между собой[9]».
  - Священник:

И мы, Господи Боже Отче Саваоф, воспоминаем эту заповедь и спасение, совершенное для нас. Прежде всего веруем и исповедуем Тебя, Боже Отче истинный, и вечного Единородного Сына Божества, Который существует из Тебя совокупно с Тобою по единосущию, дивное домостроительство Его, которое совершено через наше человечество и исполнено для нашего спасения: крест и страдание, смерть, погребение, воскресение в третий день, восшествие на небо, седение одесную Отца и второе славное пришествие к нам Господа нашего Иисуса Христа, когда Он будет судить живых и мертвых и воздаст каждому по делам его. Исповедуем и Духа Святого, Который существует из славного существа Божества Твоего, Который вместе с Тобой и Единородным Твоим Сыном почитается и прославляется.

- Интерцессия — чрезвычайно пространная и подробная. Исследователями часто цитируется отрывок из неё, в котором служащий священник молится о себе; этот отрывок с большой долей вероятности принадлежит перу самого Нестория[4]:

…Ныне я начал говорить перед Тобою, я — прах, грешный, немощный и бедный, виновный перед Тобою от чрева матери моей, странник от утробы её, преступник от недр матери моей. Помилуй меня, Господи, по милосердию Твоему, и изведи меня из моря прегрешений по милости Твоей, изведи меня из бездны грехов моих по благости Твоей, исцели раны пороков моих и язвы преступлений моих, Ты еси подкрепитель и исцелитель. Даруй мне открыть уста мои перед Тобою и удостой меня глаголать устами моими к Тебе…Не прогневайся на меня, благий и долготерпеливый, что у меня нет дерзновения перед Тобой, чтобы смело произносить это перед величеством Твоим, но попусти мне осмелиться на это потому, что Твое великое имя именуется на мне…

- Эпиклеза (жирным выделены заимствования из литургии Иоанна Златоуста):

Итак, мы, Господи, рабы Твои непотребные, слабые и немощные, которые были далеко от Тебя, и которых Ты по множеству благости Твоей удостоил стоять и совершать перед Тобою это страшное, дивное и преславное служение, вместе молим Божество Твое, поклоняемое и обновляющее все твари. И да придет, Господи, благодать Духа Святого, и да вселится, и почиет на сем приношении, которое мы приносим перед Тобою, и да освятит его, то есть хлеб и чашу сии, Телом и Кровью Господа нашего Иисуса Христа, между тем как Ты преложишь их и освятишь действием Духа Святого. Дабы принятие этих Святых Таин было всем принимающим их к вечной жизни и к воскресению из мертвых, к очищению тел и душ, к просвещению познания, к дерзновению перед Тобою и к вечному спасению, о котором Ты сказал нам через Иисуса Христа Господа нашего, чтобы все мы взаимно были соединены единодушием, одними узами любви и мира, были одним телом и одним духом, как мы и призваны к единой надежде нашего звания. И никто да не вкушает это и не пьет к осуждению тела своего и души своей. И да не будет ему это в болезнь или немощь за грехи его, за то, что вкушал от этого Хлеба и пил из этой Чаши, будучи недостойным. Но да укрепится он и утвердится во всем, что благоугодно Тебе, чтобы мы удостоились с чистой совестью причащаться Тела и Крови Христа Твоего, чтобы, когда предстанем перед Тобой на том страшном и славном суде перед престолом величества Твоего, нам обрести милость и благодать и наслаждаться будущими непреходящими благами со всеми, от века благоугодившими Тебе…

### Причащение
Основная статья: Восточно-сирийский обряд
В настоящее время священнодействия после евхаристического канона одинаковы для всех трёх литургий восточно-сирийского обряда. К числе особенностей можно отнести:
- необычный обряд преломления Тела Христова и соединения Тела и Крови: евхаристический Хлеб преломляется пополам, одна из частей остаётся на дискосе, другая обмакивается в потир, затем второй частью крестообразно знаменуется первая.
- «Отче наш» читается после преломления Даров
- переменные благодарственные молитвы после причащения (различные в воскресные, праздничные и будние дни)[2][5].